# Der Schwammerlkönig/Episodenliste
Diese Episodenliste beinhaltet alle Episoden der deutschen Fernsehserie Der Schwammerlkönig von 1988, sortiert nach der deutschen Erstausstrahlung. Die Fernsehserie umfasst eine Staffel mit sechs Episoden.

## Episodenliste
| Nr. | Originaltitel                      | Zusammenfassung | Erstausstrahlung | Gastdarsteller |
| --- | ---------------------------------- | --- | ---------------- | --- |
| 1   | Mal eng – mal breit                | Nachdem Fritz Schwaiger von seiner italienischen Freundin Grazia aus der Wohnung geworfen wird, sucht er seinen Vater auf und bittet ihn um Hilfe. Dädy, wie der 31-jährige Fritz seinen Vater nennt, will ihm jedoch nur helfen, wenn er sich ins Unternehmen einbringt und von der Pike auf lernt. In aller Frühe muss er sich beim Betriebsleiter Antl melden, der ihn beauftragt, den Pferdemist von der Trabrennbahn Daglfing in den väterlichen Betrieb am Münchner Flughafen zu holen. Am Abend trifft Fritz sich mit Klaus Haller, der in Begleitung einer Freundin ist, die sie Schwabenmädle rufen. Im Tanzschuppen Xenon trifft Fritz auch auf seine ehemalige Freundin Vroni. Als er sich anschickt, mit Claudia im Wagen zu verschwinden, wird er von deren Freund, einem Polizisten, aufgehalten. Als beide dann doch noch wegfahren, werden sie von einem roten Jaguar verfolgt, in dem der windige Bene mit seinen Freunden sitzt. Er hat mit Fritz noch eine Rechnung offen und versucht, den Wagen von der Straße zu drängen. Am Ende landet jedoch der Jaguar im See. Es gelingt Fritz außerdem, sich eine Polizeiuniform samt Dienstwagen „auszuleihen“, zwei Übeltäter zu überlisten und seinen Freund Peter Haller aus einer brenzligen Situation herauszuholen. | 1. März 1988     | Margot Mahler als Frau Haimerl, Michaela Probst als Claudia, Mirella D’Angelo als Grazia, Saskia Vester als Vroni, Herbert Fux als Bene, Robert Flörke als Karl, Franjo Marincic als Otto, John Yamoah als Bäcker, Renate Langer als Hase, Ursula Karven als Schwabenmädle und Bernd Dechamps als Polizist |
| 2   | Zwanzigtausend Rindsbratwürste     | Fritz Schwaiger pachtet einen vor der Rennbahn in Riem leerstehenden Kiosk vom Bäcker Haller und macht kurzerhand eine Cocktailbar daraus. Als er von einem bevorstehenden, riesigen Open-Air Festival hört, sieht er seine große Chance als Jungunternehmer im Catering-Service. Hartnäckig und mit all seiner Überredungskraft zieht er Dädy Schwaiger mit ins Geschäft. Nachdem er bereits 20.000 Rindsbratwürst als echte „Okkasion“, organisiert hat, muss er erfahren, dass es sich bei dem Festival nur um eine kleine Country- und Western-Veranstaltung handelt. Fritz mobilisiert daraufhin seine Mädels, alle möglichen Freunde, die US-Army, lässt sogar seine Mutter, eine berühmte Countrysängerin, aus Amerika einfliegen und macht die Veranstaltung zu einem Riesenerfolg. Nur der Dädy kippt beim Anblick seiner Ex-Frau einfach aus den Schuhen. | 8. März 1988     | Margot Mahler als Frau Haimerl, Veronika von Quast als Mutter Schwaiger, Peter Kuhnert als Brenninger, Michaela Probst als Claudia, Catarina Raacke als Susi, Gunter Gabriel als Sänger und Peter Gabriel als er selbst                                                                                    |
| 3   | Dreimal kräht der Hahn             | Dädy Schwaiger liegt sprach- und regungslos im Krankenhaus. Zweimal unternimmt Fritz schuldbewusst den kläglichen Versuch, seinen Vater zu besuchen. Endstation sind allerdings immer zwei Krankenschwestern, die seinem bajuwarischen Charme erliegen. Inzwischen verschachert der Alt-Playboy Haller seinen Bäckereibetrieb und spinnt vor Schwaigers Krankenbett den Traum vom Südseeparadies samt Feriendorf. Als die Backöfen der Reihe nach gepfändet werden, muss Klaus Haller schnell reagieren: Er bäckt seine Brötchen kurzerhand in Klub-Saunas oder einfach in den Öfen der Konkurrenz. Fritz, der Weiberheld, tut alles, um seinem Vater nicht unter die Augen treten zu müssen. Dabei macht es ihm gar nichts aus, dass er nicht bei Susi, sondern bei deren Mutter landet. Schließlich fällt er auch noch rücklings die Treppe hinunter und ohnmächtig ereilt ihn die Vision einer wahrhaft bizarren „Dädy-Horror-Hospital-Show“. Als Fritz neben seinem Vater im Krankenzimmer aufwacht, ist der Schwaiger, dank seinem Freund Haller, auf dem Weg in eine neue Zukunft. | 15. März 1988    | Catarina Raacke als Susi, Barbara Valentin als Susis Mutter, Margot Mahler als Frau Haimerl, Marie-Charlott Schüler als Krankenschwester Tina und Isabel Emminger als Krankenschwester Ina |
| 4   | Karriere                           | Anni, die gute Seele im Haus Schwaiger, traut ihren Augen nicht: Dädy Schwaiger und Hallodri Haller, beide im Hawaiihemd, sind auf dem Weg in die Südsee. Sie wollen ihr Leben noch mal so richtig genießen. Fritz muss nun die Schwammerl-Geschäfte führen, nachdem ihm die fassungslose Anni das Lebenswerk des alten Schwaigers ans Herz gelegt hat. Doch Fritz in seinem falschen Ehrgeiz walzt alles nieder und macht dabei nicht mal vor seinen besten Freunden halt. Während Schwaiger sen. im Südseeparadies einen Ferienort aus dem Boden stampft, ergibt sich Fritz seiner selbst verschuldeten Einsamkeit. | 22. März 1988    | Franz Rampelmann als Kreisler, Gerd Fitz als Käsbach, John Yamoah als Bäcker und Rosario Liberatore als Luigi |
| 5   | I am the Champignon                | Dank eines riesigen PR-Feldzuges avancieren die Schwammerl aus der Zucht von Fritz Schwaiger zum Luxusartikel. Es werden nur noch Frischmärkte beliefert und Fritz kommt mit der Lieferung kaum nach. Der Erfolg macht ihn übermütig. Während „Dädy“ Schwaiger mitsamt seinem Feriendorf auf der Südsee-Insel aufblüht, lässt sich Fritz in die Grundzüge des Managements einweisen. Er gründet eine Importgesellschaft für italienische Erzeugnisse und reist nach Italien. Bernadini hat die Champignons, die Fritz dringend benötigt, und eine rassige, geschäftstüchtige Tochter namens Loretta, die Fritz überhaupt nicht brauchen kann, die ihn aber nicht loslässt. In seinem Businesswahn bleibt jedoch alles andere auf der Strecke, die Freunde und Anni, die das einsam gewordene Haus verlässt. Als die Großabnehmer nur noch Bernadini- statt Schwaiger-Champignons kaufen wollen, wacht Fritz endlich auf. | 29. März 1988    | Gioia Scola als Loretta, Angelo Rizzieri als Bernardini, Heinz Kreuger als Großvater und Rosario Liberatore als Luigi |
| 6   | Mit Frauen hab’ ich immer Probleme | Loretta hat Fritz den „Champignon-Krieg“ erklärt. Am Ende träumt Fritz von einer deutsch-italienischen Vertriebsgesellschaft und hat sich ganz nebenbei in Loretta verliebt. Liebestrunken muss er am nächsten Morgen feststellen, dass seine Probleme jetzt erst richtig losgehen, denn seine „Schwammerlkönigin“ hat sich samt seiner Lastwagen nach Italien abgesetzt. Fritz heftet sich an ihre Fersen, und Anni nimmt zu Hause das Zepter in die Hand: Sie bittet Klaus und Peter um Hilfe und organisiert danach Fritzens sämtliche Freundinnen für die Auslieferung der Schwaiger-Champignons. Fritz kann dank der Unterstützung seiner wiedergewonnenen Freunde Loretta aufhalten, allerdings ist sie da bereits wieder auf dem Weg nach München. Doch statt der befürchteten Ladung Bernadini-Champignons hat sie Pasta und Vino mitgebracht, so wie sie ihren Teil der Fusion auch verstanden hat. Und den anderen Teil, sprich Fritz, will sie ganz für sich allein. In all den Wirren tauchen plötzlich Dädy Schwaiger und Haller mit neuen Plänen aus der Südsee wieder auf. | 5. Apr. 1988     | Gioia Scola als Loretta, Michaela Probst als Claudia, Catarina Raacke als Susi und Margot Mahler als Frau Haimerl |